# Cyphon subvariegatus
Cyphon subvariegatus es una especie de coleóptero de la familia Scirtidae.

## Distribución geográfica
Habita en Nueva Zelanda.